# Vulcain (plaine)

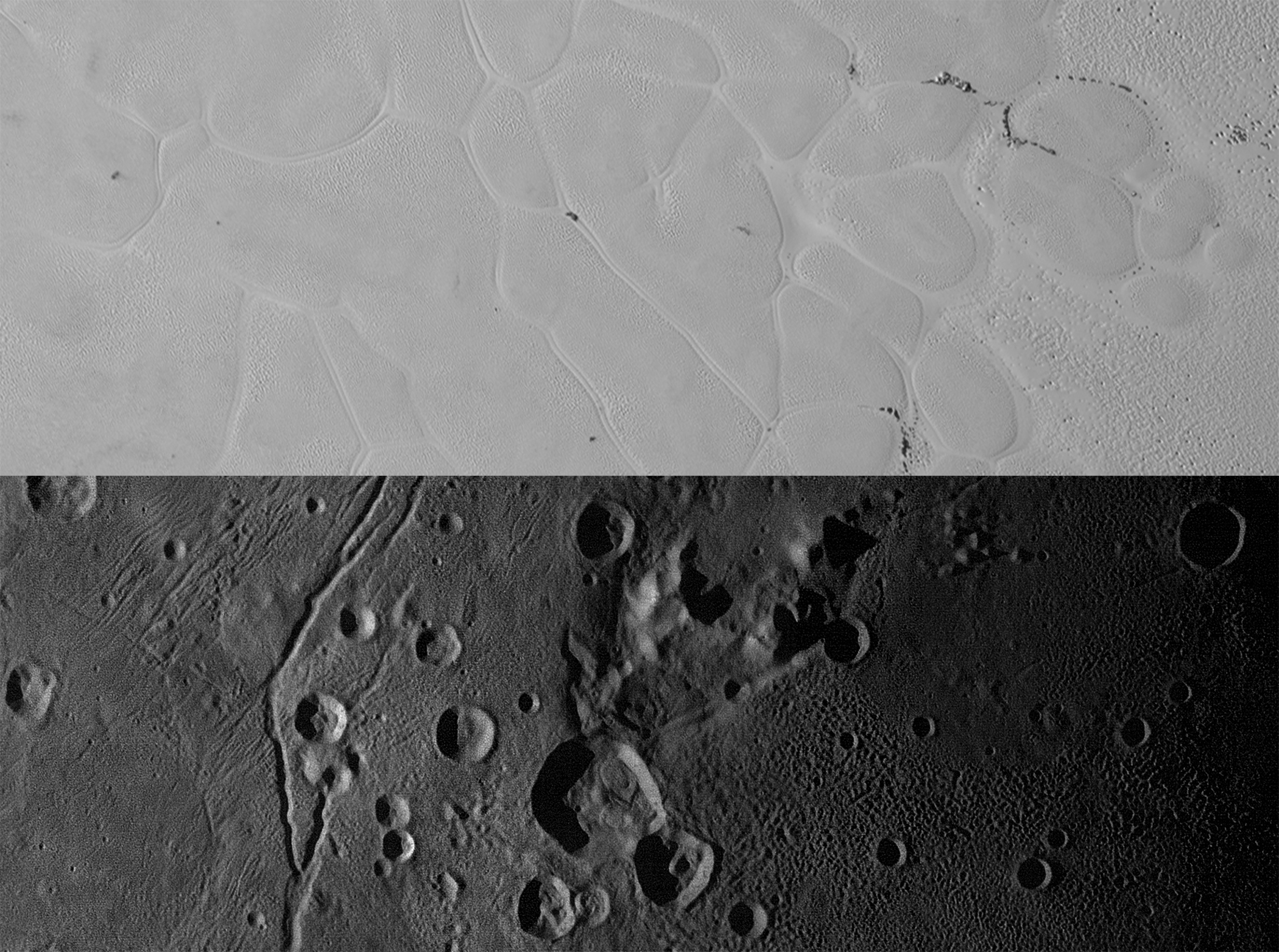
Comparaison entre la plaine Spoutnik (Pluton) et la plaine Vulcain (Charon) à partir de photographies de New Horizons, respectivement en haut et en bas.

La plaine Vulcain (Vulcan Planum) est une plaine située à la surface de Charon. Elle est caractérisée par un nombre de grands cratères faibles à la différence des régions nordiques de la lune, ce qui suggère qu'elle est relativement plus jeune. Cette plaine pourrait avoir été recouverte par des laves cryovolcaniques.